# Fly to the Angels
Fly to the Angels è una power ballad del gruppo musicale statunitense Slaughter, estratta come secondo singolo dal loro album di debutto Stick It to Ya nel luglio del 1990. Ha raggiunto la posizione numero 19 della Billboard Hot 100 e la numero 15 della Mainstream Rock Songs negli Stati Uniti, diventando il brano di maggior successo del gruppo.
Nel 2014 è stata indicata come la 24ª più grande power ballad di tutti i tempi da Yahoo! Music.

## Tracce
7" Single NR 23527
1. Fly to the Angels (versione ridotta) – 4:15
2. Desperately – 3:34

12" Single CHSP 123634
1. Fly to the Angels (versione ridotta)
2. Up All Night (Live)
3. Loaded Gun (Live)

## Classifiche
| Classifica (1990)             | Posizione massima |
| ----------------------------- | ----------------- |
| Regno Unito                   | 55                |
| Stati Uniti                   | 19                |
| Stati Uniti (mainstream rock) | 15                |